# Morti nel 1301
| Questa pagina contiene informazioni ricavate automaticamente dalle voci biografiche con l'ausilio del template Bio e di un bot. L'aggiornamento è periodico e automatico e ricostruisce completamente la pagina. Se manca una persona in questa lista, sei pregato di non aggiungerla, ma accertati piuttosto che la sua voce biografica contenga il template Bio e che i dati anagrafici siano correttamente compilati. Se il template Bio manca, inseriscilo tu stesso o, in alternativa, metti l'avviso {{tmp\|Bio}} che ne segnala la mancanza. Se i dati riportati sono sbagliati, correggi direttamente la voce biografica; le modifiche saranno visibili in questa lista entro pochi giorni. Per chiarimenti vedi il progetto biografie. La lista contiene solo le 20 persone che sono citate nell'enciclopedia e per le quali è stato implementato correttamente il template Bio. Pagina aggiornata al 10 mag 2025. |

- 14 gennaio - Andrea III d'Ungheria, sovrano
- 19 febbraio - Pietro Gerra, patriarca cattolico italiano
- 9 marzo - Richard FitzAlan, VIII conte di Arundel, nobile inglese (n. 1266)
- 21 marzo - Guillaume di Champvent, vescovo cattolico svizzero
- 22 agosto - Giacomo Bianconi, presbitero italiano (n. 1220)
- 3 settembre - Alberto I della Scala, condottiero italiano
- 8 ottobre - Marzio da Pieve di Compresseto, francescano italiano (n. 1210)
- 10 ottobre - Isabella di Maiorca, principessa spagnola (n. 1280)
- 24 ottobre - Filippo Minutolo, arcivescovo cattolico italiano
- 9 novembre - Bolko I di Świdnica, duca
- Roland Borșa, rumeno
- Kaidu, condottiero mongolo (n. 1230)
- Francesco Monaldeschi, vescovo cattolico italiano
- Amalrico di Montfort, nobile inglese
- Marino Morosini, nobiluomo italiano
- Nusrat Khan Jalesari, generale
- Teodorico di Altena, nobile tedesco
- Violante d'Aragona, regina (n. 1236)
- Ibn Wasil, teologo e storico arabo (n. 1208)
- Blasco I Alagona, nobile e militare spagnolo